# Tizenkét hónap az erdőn
A 12 hónap az erdőn 1988–1989-ben bemutatott színes, 12 részes magyar természetfilm-sorozat, mely az erdők élővilágát mutatja be januártól decemberig, közben pedig megismertetik a nézőt a korszerű erdő- és vadgazdálkodás eredményeivel és gondjaival is. A jeleneteket nagy részét a gemenci, gyulaji, zempléni, budai, pilisi, mátrai és nagykunsági erdőkben forgatták. A sorozat készítése 6 éven át tartott, magát a szarvasbőgést 4 évig forgatták. 
A sorozat eredetileg augusztustól júliusig mutatta be az erdőket (erre utal a júliusi részben a búcsúzó, illetve az augusztusi részben a köszöntő szöveg), a későbbi televíziós ismétléseknél azonban januárral kezdték, és decemberrel fejezték be. A VHS és DVD-kiadáson is a januári az első, a decemberi az utolsó rész.
Elsőként a márciusi részt mutatták be 1988. március 15-én 22 óra 10 perces kezdéssel az MTV 1-en, majd 1988. augusztus 12-én az augusztusi epizóddal kezdték el havi rendszerességgel sugározni,  immáron főműsoridőben, egészen 1989. július 29-ig.

## Stáb
- Rendező: Rácz Gábor
- Filmszöveg: Lázár István
- Dramaturg: Benkő Gyula
- Zenei szerkesztő: Herczeg László
- Operatőr: Németh Attila, Szommer Tamás, Rácz Gábor
- Vágó: Farkas Éva
- Hangmérnök: Gergely András
- Kameraman: Kele Andor
- Narrátor: Mécs Károly
- Szakértők: Dr. Berdár Béla, Böröczky Kornél, Janisch Miklós, Dr. Koller Mihály, Rakonczay Zoltán, Dr. Rácz Antal, Dr. Solymos Rezső